# Кукрыниксы

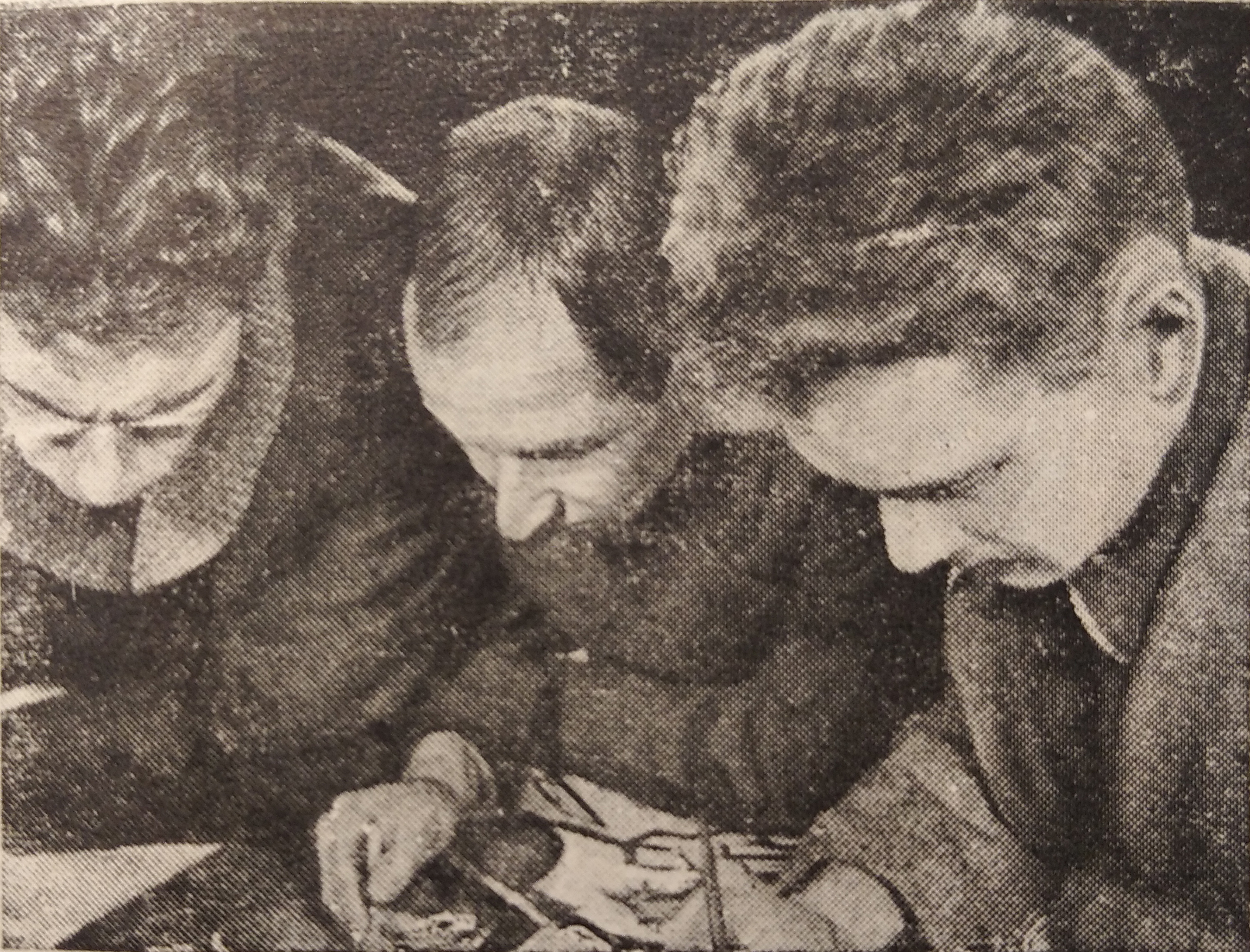
М. Куприянов, П. Крылов и Н. Соколов

Кукрыни́ксы — творческий коллектив советских художников-графиков и живописцев, в который входили действительные члены АХ СССР (1947), народные художники СССР (1958), Герои Социалистического Труда Михаил Куприянов (1903—1991), Порфирий Крылов (1902—1990) и Николай Соколов (1903—2000).

## Биография коллектива
Псевдоним «Кукрыниксы» составлен из первых слогов фамилий КУприянова и КРЫлова, а также первых трёх букв имени и первой буквы фамилии НИКолая Соколова. 
Три художника работали методом коллективного творчества. Наибольшую известность им принесли многочисленные мастерски исполненные карикатуры и шаржи, а также книжные иллюстрации, созданные в характерном карикатурном стиле.
Совместное творчество Кукрыниксов началось ещё в студенческие годы в Высших художественно-технических мастерских. В Московский ВХУТЕМАС художники съехались из разных концов Советского Союза. Куприянов из Казани, Крылов из Тулы, Соколов из Рыбинска. В 1922 году Куприянов и Крылов познакомились и стали работать вдвоём в стенгазете ВХУТЕМАСа как Кукры и Крыкуп. В это время Соколов, ещё живя в Рыбинске, ставил на своих рисунках подпись Никс. В 1924 году он присоединился к Куприянову и Крылову, и в стенгазете они работали уже втроём как Кукрыниксы.
В группе происходил поиск нового единого стиля, использовавшего мастерство каждого из авторов. Первыми под перо карикатуристов попали герои литературных произведений. Позже, когда Кукрыниксы стали постоянными сотрудниками газеты «Правда» и журнала «Крокодил», они занялись преимущественно политической карикатурой. По воспоминаниям художника журнала «Крокодил» Германа Огородникова, с середины 1960-х годов Кукрыниксы практически не посещали журнал:

Кукрыниксы, — те практически ни разу не были в «Крокодиле». Ни разу не были! Я не помню случая. Только был один раз Соколов, а Крылова я не видел, Куприянова тоже никогда не видел. Но я работал с 1965 года, поэтому может до меня и были, но на нашем этаже я никогда их не видел.— Герман Огородников на Boo!Фест 13 марта 2011
Этапными работами для Кукрыниксов были гротескные злободневные карикатуры на темы внутренней и международной жизни (серии «Транспорт», 1933—1934, «Поджигатели войны», 1953—1957), агитационные, в том числе антифашистские, плакаты («Беспощадно разгромим и уничтожим врага!», 1941), иллюстрации к произведениям Николая Гоголя, Михаила Салтыкова-Щедрина (1939), Антона Чехова (1940—1946), Максима Горького («Жизнь Клима Самгина», «Фома Гордеев», «Мать», 1933, 1948—1949), Ильи Ильфа и Евгения Петрова («Золотой Телёнок»), Мигеля Сервантеса («Дон Кихот»).

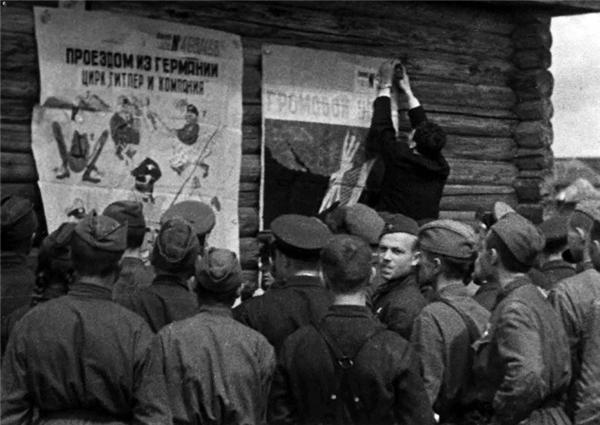
Кукрыниксы на фронте, 1942 год

«Беспощадно разгромим и уничтожим врага!», первый военный плакат Кукрыниксов, 1941 (Гитлер разорвал договор о ненападении между Германией и Советским Союзом)

Значимым моментом в творчестве стал военный плакат «Беспощадно разгромим и уничтожим врага!». Он появился на июньских улицах Москвы одним из первых — сразу же после нападения гитлеровской Германии на СССР. Кукрыниксы прошли всю войну: их листовки сопровождали советских солдат всю военную дорогу до Берлина. Кроме того, был очень популярен цикл плакатов «Окна ТАСС».
Они стали классиками советской политической карикатуры, которую понимали как орудие борьбы с политическим врагом, и совершенно не признавали иных веяний в искусстве и в карикатуре, проявившихся в полной мере в первую очередь в новом формате «Литературной газеты» (отдел юмора «Клуб 12 стульев»). Их политические карикатуры, часто публикуемые в газете «Правда», принадлежат к лучшим образцам этого жанра («Клещи в клещи», «Потеряла я колечко…», «Под Орлом аукнулось, в Риме откликнулось», «Уолл-стрижка», «Львиная доля», серия рисунков «Поджигатели войны» и др.). Коллективу принадлежат многочисленные политические плакаты («Превращение фрицев», «Народы предупреждают» и др.). Кукрыниксы известны также и как живописцы и мастера станкового рисунка. Они — авторы картин «Утро», «Таня», «Бегство немцев из Новгорода», «Конец» (1947—1948), «Старые хозяева» (1936—1937). Ими выполнены рисунки пастелью — «И. В. Сталин и В. М. Молотов», «И. В. Сталин в Курейке», «Баррикады на Пресне в 1905 г.», «Чкалов на острове Удд» и других.
Как и все политические плакаты и карикатуры в СССР, работы Кукрыниксов служили пропаганде текущей сталинской политики. Можно отметить карикатуры на «фашистского наёмника» Троцкого (1937), на обвиняемых по процессу «Параллельного антисоветского троцкистского центра» (помещена на обложке журнала «Крокодил», № 4 за 1937 год), на «врачей-вредителей» (январь 1953).
После окончания Великой Отечественной войны Кукрыниксы продолжили обращаться к политической тематике в своем творчестве, что стало основой для серии работ «Холодная война» (1945 — конец 80-х). В частности, план Маршалла был изображен коллективом в карикатурах 1949 года. В 1946 году коллектив был в полном составе отправлен на Нюрнбергский процесс, где художники делали зарисовки обвиняемых и карикатуры. Позднее, в 1967 году, все эти материалы были использованы для создания большого полотна «Обвинение (Военные преступники и их защитники на Нюрнбергском процессе)». Все трое художников на конец войны имели воинские звания майоров, но перед включением их в состав советской журналистской делегации в Нюрнберг им срочно присвоили звания полковников.
Члены коллектива работали также и порознь — в области портрета и пейзажа.

## Работы и выставки
Обширная коллекция художественных работ, принадлежащих перу Кукрыниксов, собрана в частной коллекции семьи Мамонтовых. В честь 70-летия победы в Великой Отечественной войне около 100 работ Кукрыниксов военного периода были выставлены в «Галерее Мамонтовых».
Музей-заповедник «Царицыно» с 30 апреля 2008 года выставлял посмертную выставку, посвящённую Дню Победы «История глазами Кукрыниксов. 1928—1945. Военный плакат. Карикатура. Живопись. Графика».
Более 1000 работ Кукрыниксов насчитывается в коллекции французского инвестора Александра Гареза.

## Цитаты

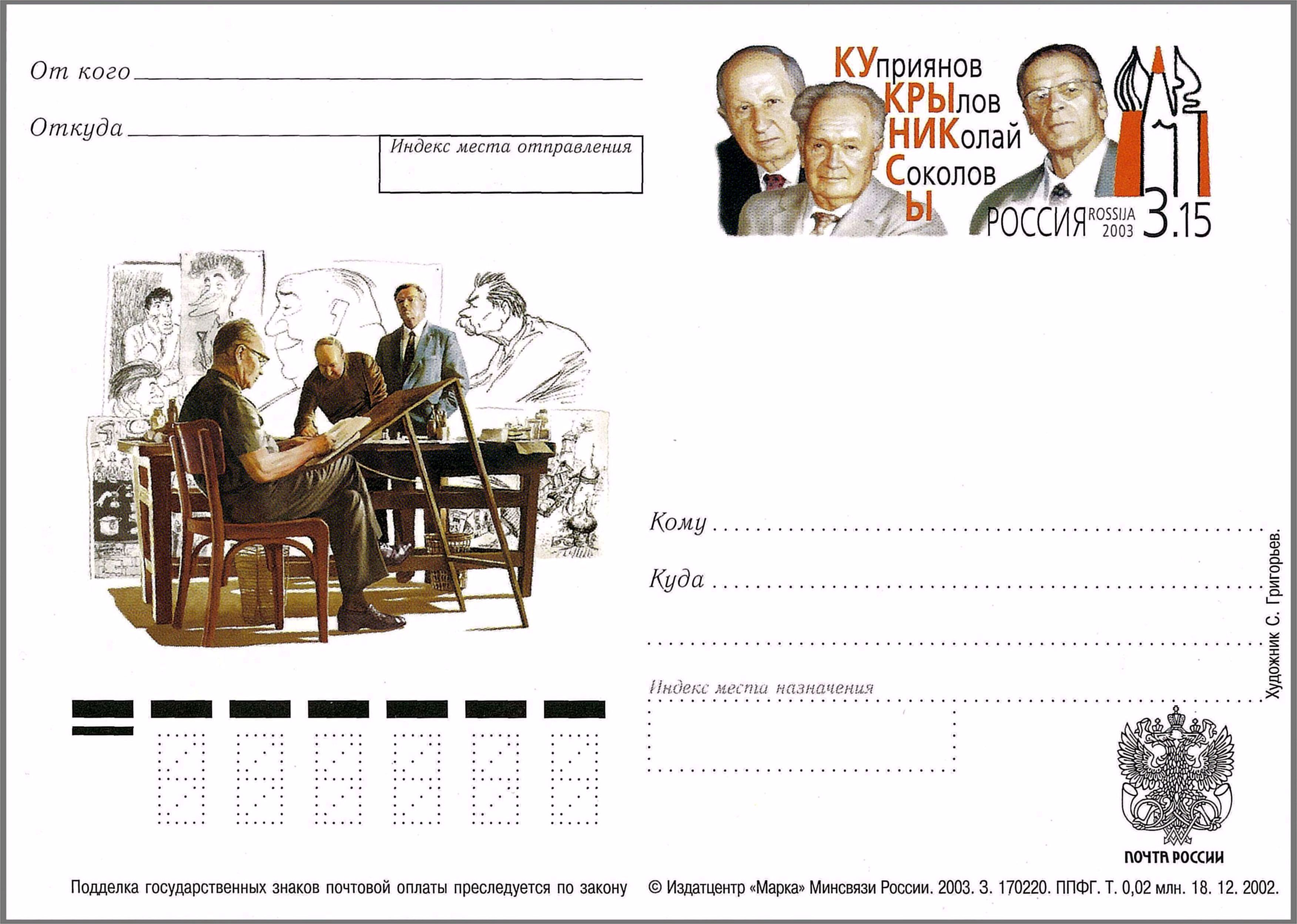
Кукрыниксы. Почтовая карточка с оригинальной маркой, Россия, 2003 год.

Наш коллектив, по правде говоря, состоит из четырёх художников: Куприянова, Крылова, Соколова и Кукрыниксы. К последнему мы все трое относимся с большой бережностью и заботой. То, что создано коллективом, не смог бы осилить любой из нас в отдельности.
…Творческие споры бывают в отдельных случаях, но они не нарушают единодушия в работе. Зато радостно видеть, как обогащается какая-нибудь наша общая работа внесением в неё всего лучшего, что имеет каждый из нас. А вносит каждый, не жалея и не приберегая для себя лично. В такой работе не должно быть болезненного самолюбия, равнодушного отношения.
— 

## Кукрыниксы в искусстве
- Картина «Кукрыниксы» (Портрет народных художников СССР М. В. Куприянова, П. Н. Крылова, Н. А. Соколова) (1957) П. Д. Корина.
- Коллектив дал название одноимённой российской рок-группе 1997—2018 годов.

## Оценки современников
В. В. Вересаев записал в дневнике:

Можно ещё себе представить, что нашёлся какой-нибудь художник, способный на такое оплевание человека. Но чтоб сразу могло оказаться три художника с таким презрением и отвращением к человеку, — не могу понять— 